# If You Knew Susie Like I Knew Susie
 If You Knew Susie Like I Knew Susie  ist ein Song, der von B. G. DeSylva und Joseph Meyer geschrieben und 1925 veröffentlicht wurde.

## Entstehungsgeschichte

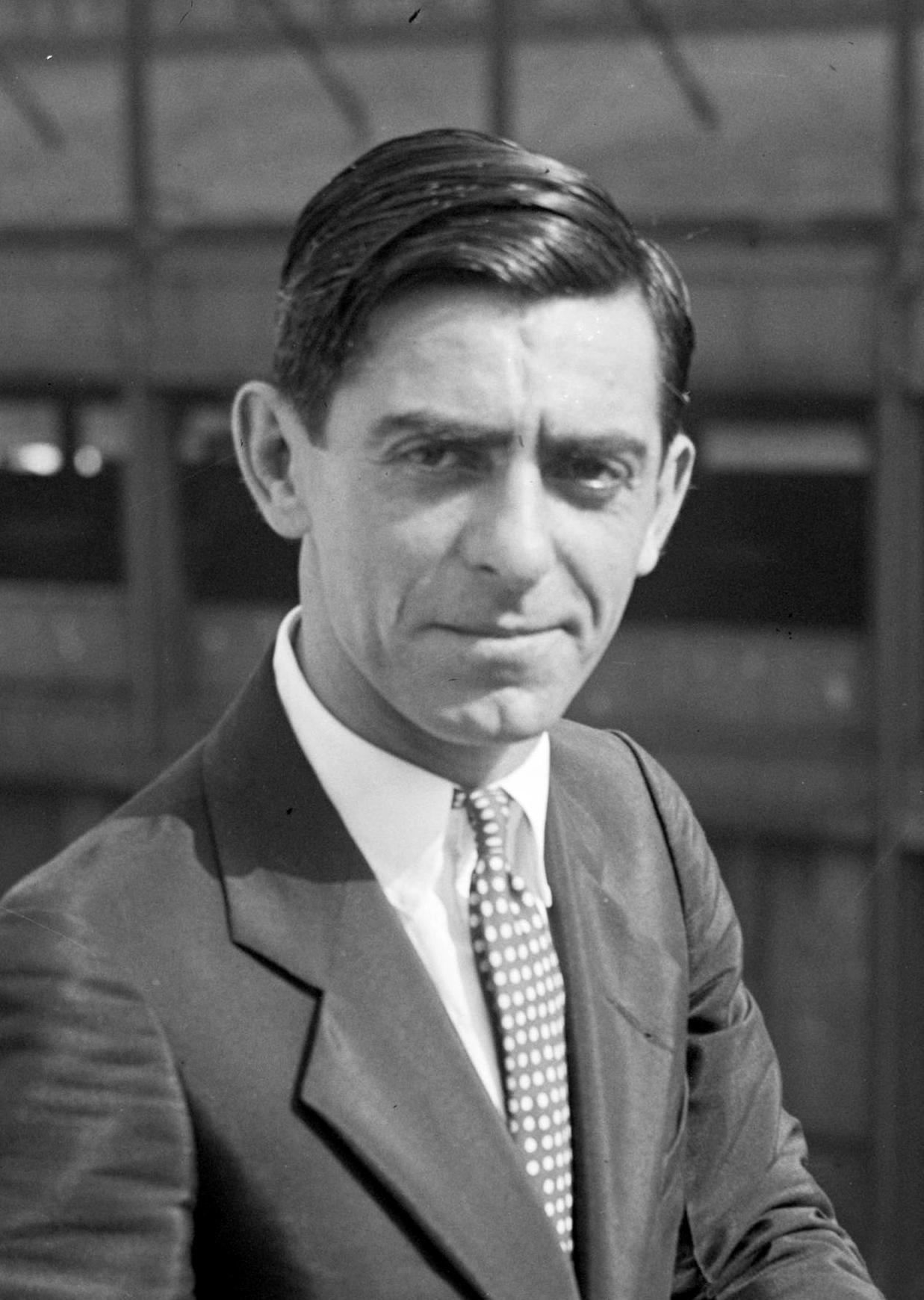
Eddie Cantor

Der in B-Dur in der Form  AA'BA geschriebene Song wird allgemein mit Eddie Cantor in Verbindung gebracht, obwohl er zunächst von Al Jolson in dessen Show Big Boy ausprobiert, dann aber verworfen wurde. Cantor nahm den Song in seine Show Kid Boots auf und hatte damit großen Erfolg. Darauf machte Cantor If You Knew Susie zu seiner Erkennungsmelodie. Der Liedtext „gibt den Ton an, mit Oh! Oh! Oh! What a Girl! Im Stil des Ragtime erscheint im Refrain ein leicht synkopiertes rhythmisches Motiv.“

## Erste Aufnahmen
Cliff Edwards hatte mit If You Knew Susie Erfolg in den amerikanischen Charts; zu den Musikern, die den Song ab 1925 coverten, gehörten Red Nichols und Miff Mole (als Gennett-Studioband Bailey's Lucky Seven), Abe Lyman (Brunswick), die Varsity Eight (eine weitere Studioband um Tommy und Jimmy Dorsey, Adrian Rollini und Irving Brodsky), Ella Shields, Ben Bernie und Jack Shilkret's Orchestra mit Billy Murray, in Berlin Béla Dajos und in London Jean Wiener & Clément Doucet.

## Spätere Coverversionen
Der Diskograf Tom Lord listet im Bereich des Jazz insgesamt 48 (Stand 2015) Coverversionen, u. a. von Jack Jenney, Tiny Hill, Fernand Coppieters, Kurt Widmann, Lou Stein, Frank Froeba, Carmen Mastren, Francis Bay, Luckey Roberts, Enoch Light sowie zahlreichen europäischen und amerikanischen Revivalbands. im Bereich des Pop coverte ihn John Gordy (RCA, 1956). Der Song fand auch in zahlreichen Filmen Verwendung; Bobby Doyle präsentierte ihn in Der große Ziegfeld (The Great Ziegfeld, 1936), Gene Kelly und Frank Sinatra sangen ihn in Urlaub in Hollywood (Anchors Aweigh, 1945), Eddie Cantor in If You Knew Susie (1948, Regie: Gordon Douglas). Zu hören war er auch 1956 in der Filmbiografie Die Benny Goodman Story (The Benny Goodman Story). 1966 interpretierte ihn Dean Martin in Leise flüstern die Pistolen (The Silencers).